# Pöllänsaari (ö i Södra Savolax, Nyslott, lat 61,68, long 29,23)
Pöllänsaari är en ö i Finland. Den ligger i sjön Pihlajavesi och i kommunen Nyslott i  landskapet Södra Savolax, i den sydöstra delen av landet, 280 km nordost om huvudstaden Helsingfors. Öns area är 2,5 hektar och dess största längd är 280 meter i öst-västlig riktning.